# DJ Qualls
Donald Joseph „DJ” Qualls  (Nashville, Tennessee, 1978. június 10. –) amerikai színész, filmproducer és humorista.
Leghíresebb alakításait olyan vígjátékokban nyújtotta, mint a Cool túra (2000) vagy Az új fiú (2002), emellett feltűnt A mag című 2003-as katasztrófafilmben is. A filmek mellett televíziós sorozatokban is szerepel, vendégszereplőként többek között játszott a Lost – Eltűntek, a Breaking Bad – Totál szívás, az Odaát és az Agymenők epizódjaiban. Állandó szereplőként látható a Z, mint zombi és Az ember a fellegvárban című sorozatokban.

## Fiatalkora és pályafutása
A Tennessee-beli Nashville-ben született, Debbie és Donnie Qualls gyermekeként, négy testvére van. Tennessee-ben, Manchesterben nőtt fel, a közeli iskolában tanult. Tizennégy évesen Hodgkin-kórt diagnosztizáltak nála (mely a nyirokrendszer rosszindulatú daganatos megbetegedése), két éven át tartó kezelés után tünetmentessé vált. A kemoterápia miatt azonban anyagcseréje nagyon felgyorsult, ez okozza Qualls jellegzetes soványságát.
Miután elvégezte a manchesteri Coffee Cup County Central High School-t, a brit University of London hallgatója lett, ahol angol nyelvet és irodalmat tanult. Ezután visszatért Tennessee-be és beiratkozott a Nashville-i Belmont University-re, itt kezdett el egy helyi színésztársulatban színészettel foglalkozni.
Az 1994-es Fejjel a falnak című filmben statisztaként szerepelt. 1998-ban a Flóra mama családja című sorozatban kisebb szerephez jutott. A Cool túra című film hozta meg számára a szakmai ismertséget és sikert 2000-ben. Eredetileg egy olyan szereplő megformálását pályázta meg, akinek csupán egy sor hangzik el a filmben a szájából. A producerek azonban felfigyeltek rá és Kyle Edwards, a félénk szűz srác szerepét osztották rá. A 2000-es Az iskola fantomjában hasonló szerepet kapott.
A 2000-es években olyan filmekben volt látható, mint a Képregényhősök (2002), Az új fiú (2002) vagy A mag (2003). A 2009-es Cool túra 2.: A sörpingpong című folytatásban ismét Kyle bőrébe bújik.
Televíziós epizódszerepei közé tartozik az Odaát, a Dokik, a Lost – Eltűntek, a CSI: A helyszínelők, a Breaking Bad – Totál szívás és az Agymenők. A Z, mint zombi és Az ember a fellegvárban című 2010-es évekbeli sorozatokban állandó szereplőként tűnik fel. A 2013-ban indult Legit című sorozatban főszerepet osztottak rá, egy izomsorvadásban szenvedő férfit alakít.

## Filmográfia

### Film
| Év   | Magyar cím                   | Eredeti cím                 | Szerep                                | Magyar hang      |
| ---- | ---------------------------- | --------------------------- | ------------------------------------- | ---------------- |
| 2000 | Cool túra                    | Road Trip                   | Kyle Edwards                          | Breyer Zoltán    |
| 2000 | Az iskola fantomja           | Cherry Falls                | Wally                                 |                  |
| 2001 |                              | Chasing Holden              | Neil Lawrence                         |                  |
| 2002 | Képregényhősök               | Comic Book Villains         | Archie                                | Welker Gábor     |
| 2002 | Totál káosz                  | Big Trouble                 | Andrew                                | Simonyi Balázs   |
| 2002 | Cowboyok és bolondok         | Lone Star State of Mind     | Junior                                | Molnár Levente   |
| 2002 | Az új fiú                    | The New Guy                 | Dizzy Gillespie Harrison / Gil Harris | Molnár Levente   |
| 2003 | Holden nyomában              | Chasing Holden              | Neil Lawrence                         | Molnár Levente   |
| 2003 | A mag                        | The Core                    | Theodore Donald 'Patkány' Finch       | Breyer Zoltán    |
| 2005 | Nyomulj és nyerj!            | Hustle & Flow               | Shelby                                | Mesterházy Gyula |
| 2005 |                              | Little Athens               | Cory                                  |                  |
| 2006 | Szívek hullámhosszán         | I'm Reed Fish               | Andrew                                | Markovics Tamás  |
| 2007 | Egetverő haderő              | Delta Farce                 | Everett Shackleford közlegény         | Molnár Levente   |
| 2008 |                              | Familiar Strangers          | Kenny Worthington                     |                  |
| 2008 |                              | The Company Man (rövidfilm) | fickó                                 |                  |
| 2009 | Cool túra 2. – A sörpingpong | Road Trip: Beer Pong        | Kyle Edwards                          | Molnár Levente   |
| 2009 | Ő a megoldás                 | All About Steve             | Howard                                | Molnár Levente   |
| 2009 | A 8 kör                      | Circle of Eight             | Randall                               |                  |
| 2010 | A nyár utolsó napja          | Last Day of Summer          | Joe                                   | Baráth István    |
| 2010 |                              | Amigo                       | Zeke                                  |                  |
| 2011 |                              | Running Mates               | Graham 'One Ball' Jones               |                  |
| 2011 |                              | 21 & Over                   | tanácsadó                             |                  |
| 2013 | Szoba kilátások nélkül       | Small Apartments            | Artie                                 | Pásztor Tibor    |
| 2013 | Eszement zaci                | Pawn Shop Chronicles        | JJ                                    | Pálmai Szabolcs  |
| 2015 |                              | November Rule               | Kareem                                |                  |
| 2017 | Buster két élete             | Buster's Mal Heart          | Brown                                 |                  |
| 2017 |                              | Silence Please! (rövidfilm) | Douglas                               |                  |
| 2018 |                              | Fifty Minutes (rövidfilm)   | Mr. Potter                            |                  |
| 2018 | Testépítők                   | Bigger                      | Michael Steere                        | Molnár Levente   |

### Televízió
| Év        | Magyar cím                       | Eredeti cím                       | Szerep                         | Megjegyzések                      |
| --------- | -------------------------------- | --------------------------------- | ------------------------------ | --------------------------------- |
| 1998      | Flóra mama családja              | Mama Flora's Family               | Jason                          | 2 epizód                          |
| 2002      | Dokik                            | Scrubs                            | Josh                           | 1 epizód                          |
| 2005      | Lost – Eltűntek                  | Lost                              | Johnny                         | 1 epizód (Mindenki rühelli Hugót) |
| 2005      | Esküdt ellenségek: Bűnös szándék | Law & Order: Criminal Intent      | Robie Boatman                  | 1 epizód                          |
| 2005      | Gyilkos elmék                    | Criminal Minds                    | Richard Slessman               | 1 epizód                          |
| 2005      | Punk’d – SztÁruló                | Punk'd                            | önmaga                         | 1 epizód                          |
| 2006      | Monk – A flúgos nyomozó          | Monk                              | Rufus                          | 1 epizód                          |
| 2006      | CSI: A helyszínelők              | CSI: Crime Scene Investigation    | Henry Briney                   | 1 epizód                          |
| 2007      | Gyilkos számok                   | Numb3rs                           | Anthony Braxton                | 1 epizód                          |
| 2007      | A nevem Earl                     | My Name Is Earl                   | Ray-Ray                        | 3 epizód                          |
| 2007      | Agymenők                         | The Big Bang Theory               | Toby Loobenfeld                | 1 epizód                          |
| 2008      |                                  | Good Behavior                     | Donnie Stryker                 | tévéfilm                          |
| 2009      | Breaking Bad – Totál szívás      | Breaking Bad                      | Getz                           | 1 epizód                          |
| 2010      |                                  | Memphis Beat                      | Davey Sutton                   | visszatérő szereplő (20 epizód)   |
| 2011–2014 | Odaát                            | Supernatural                      | Garth Fitzgerald IV            | 3 epizód                          |
| 2013      | Hawaii Five-0                    | Hawaii Five-0                     | Marshall Demps                 | 1 epizód                          |
| 2013      | Észlelés                         | Perception                        | Rudy Fleckner ügynök           | 2 epizód                          |
| 2013–2014 |                                  | Legit                             | Billy Nugent                   | főszereplő (26 epizód)            |
| 2014–2018 | Z, mint zombi                    | Z Nation                          | Simon Cruller ("Z Polgártárs") | állandó szereplő (28 epizód)      |
| 2015–2018 | Az ember a Fellegvárban          | The Man in the High Castle        | Ed McCarthy                    | állandó szereplő (30 epizód)      |
| 2016      |                                  | Time Traveling Bong               | Future Man                     | 2 epizód                          |
| 2016      |                                  | Hollywood Medium with Tyler Henry | önmaga                         | 1 epizód                          |
| 2017      | Fargo                            | Fargo                             | Golem                          | 2 epizód                          |
| 2019      |                                  | Creepshow                         | Clark Willson                  | 1 epizód                          |

## Fordítás
Ez a szócikk részben vagy egészben  a   DJ Qualls című angol Wikipédia-szócikk ezen változatának fordításán alapul.  Az eredeti cikk szerkesztőit annak laptörténete sorolja fel. Ez a jelzés csupán a megfogalmazás eredetét és a szerzői jogokat jelzi, nem szolgál a cikkben szereplő információk forrásmegjelöléseként.